# Manantial Aguas Blancas
El manantial Aguas Blancas fue un afloramiento de aguas ubicado al sureste de la ciudad de Antofagasta. En sus cercanías se explotaron depósitos de salitre que llevaban su nombre, desde 1872.
Estos manantiales señalados por Risopatrón, no aparecen como aguas, aguadas o similares en mapas más modernos como el de Risopatrón, Ossandon y Boloña de 1914 o el map de las FF.AA. de los Estados Unidos de América. Solo en el mapa de F. San Román de 1893 aparece como "Ag. Blancas".

## Ubicación
Como otras cuencas del norte de Chile, es de difícil seguimiento por la falta de lluvias y corrientes de agua que dejen una huella en la tierra. El Anexo:Inventario de cuencas de Chile (BNA), elaborado en 1978, asignó la quebrada del Profeta, una quebrada en los orígenes de la cuenca, al ítem 028 Cuenca Quebrada La Negra. En 2014, el Anexo:Inventario de cuencas de Chile (DARH) reasignó la quebrada del Profeta al ítem 027, Cuenca de la quebrada de Caracoles.
Francisco San Román los describe como una hoya:: 430 
Al pie de Argomedo, al oeste, está el agua de la Cebada, y en la extremidad norte de ésta y el Profeta, la aguada de la Providencia. Bajan, pues, todas estas vaguadas, al norte, reuniéndoseles las de Pascua, más abajo, y numerosas otras que cruzan el árido campo hasta reunirse en Aguas Blancas, donde existen las abundantes, de excelente agua, que sirven para los trabajos de la industria salitrera en aquella región, y marchan por el pie de Cuevitas, formando un estrecho cauce que las conduce hacia los salares enfrente y al sur del Carmen, juntándosele por allí otra vaguada importante que se desprende en contornos del cerro de Tetas, a cuyo pie se labró el pozo de Barazarte, que da excelente y abundante agua.
Cerca de la quebrada de la Negra se reúnen al mismo álveo las vaguadas de la región norte, con procedencia de Lomas Bayas y Palestina, que desembocan por San Jorge, de Caracoles y Limón Verde.
Reunido todo este sistema de arterias, que en los días de humedad y tiempos torrenciales se abrieron paso, socavando una profunda grieta en la quebrada de la Negra, se precipita al oeste hasta desembocar en la gran bahía por el punto llamado Playa Blanca, donde hoy se levanta el más grande de los establecimientos metalúrgicos de Sudamérica.

## Historia
Luis Risopatrón lo describe en su Diccionario Jeográfico de Chile (1924):: 10 
Aguas Blancas (Manantiales de) 24° 10’ 69° 51’. De excelente agua dulce, que yace tranquila, fresca i trasparente al nivel de la boca de los pozos cuyo diámetro varía de 0,4 a 1 m, se encuentran en la rejion salitrera, a que han dado su nombre, 98, III, p. 125; i pozos en 99, p. 25.